# 크레디트 유니언 1 아레나
크레디트 유니언 1 아레나(영어: Credit Union 1 Arena)는 미국 일리노이주 시카고에 위치한 실내 경기장이다. 과거 WNBA 시카고 스카이의 홈경기장으로 사용되고 있으면, 2014년 WNBA 파이널 3차전 홈경기장으로 사용했다.

## WNBA경기
| 날짜            | 팀1           | 스코어  | 팀2           | 비교        |
| --------------- | ------------- | ------- | ------------- | ----------- |
| 2014년 9월 12일 | 피닉스 머큐리 | 87 - 82 | 시카고 스카이 | WNBA 파이널 |